# Bart Goor
Bart Goor, född 9 april 1973 i Neerpelt, är en belgisk före detta fotbollsspelare.
Han har bland annat spelat för Anderlecht, Hertha Berlin och Feyenoord. Goor var under flera säsonger lagkapten i Anderlecht.
Goor spelade 78 landskamper för Belgien. Han representerade dem i EM 2000, där han i öppningsmatchen mot Sverige gjorde turneringens första mål. Goor medverkade också i VM 2002, där han startade i alla Belgiens fyra matcher i turneringen.